# Bommersheim

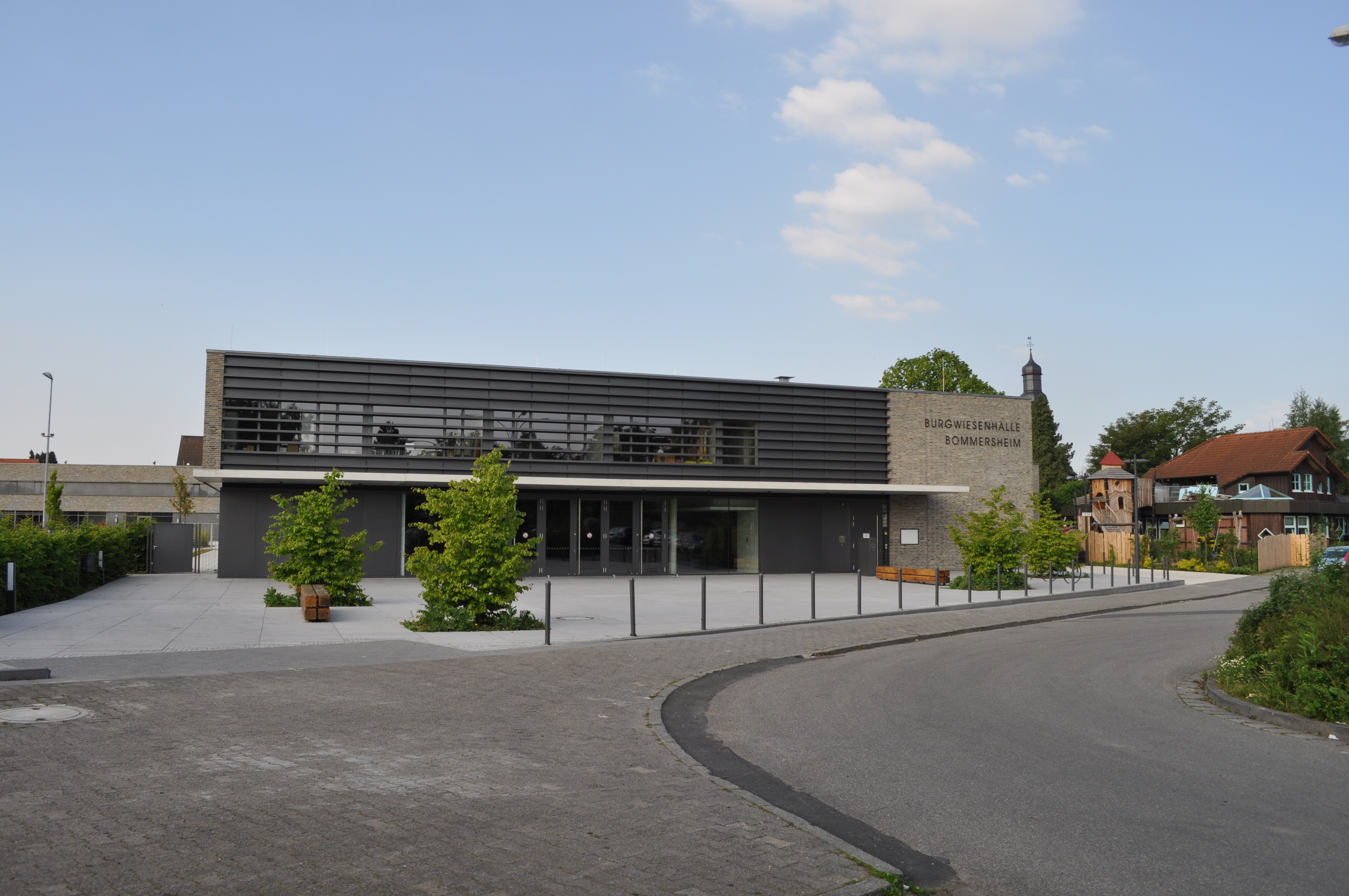
Burgwiesenhalle

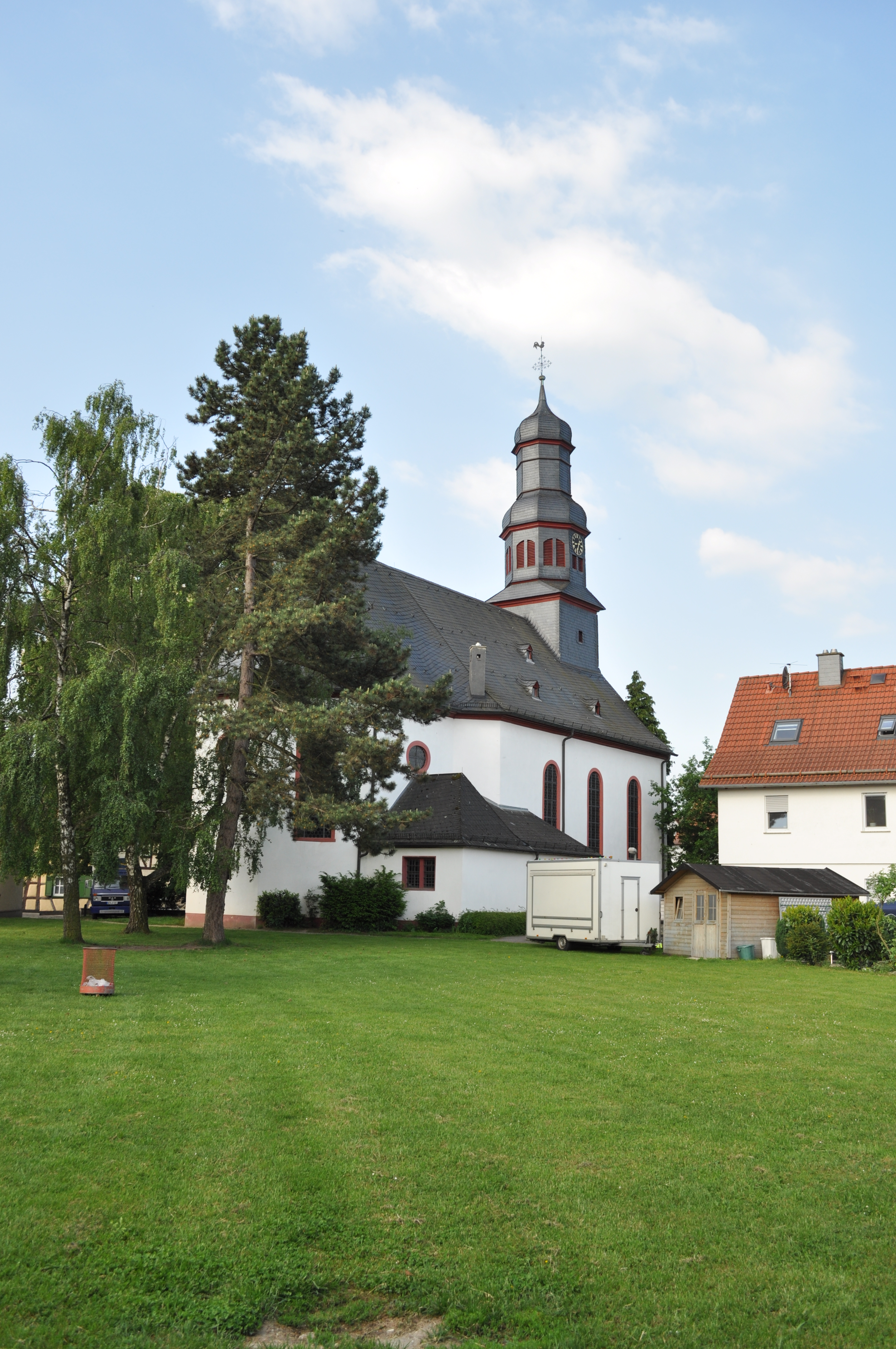
St. Aureus und Justina Kirche

Bommersheim ist ein Stadtteil der Stadt Oberursel (Taunus) im Hochtaunuskreis in Hessen. Bommersheim lässt sich gern größtes Pferdedorf Hessens nennen.

## Geographische Lage
Bommersheim nimmt den Osten des Stadtgebiets von Oberursel ein. Die Gemarkung reicht bis zur Bundesautobahn 5, wo sie an die Stadt Frankfurt am Main grenzt, Stadtteil Frankfurt-Kalbach-Riedberg. Die Gemarkung ist außerhalb der Ortslage ausschließlich landwirtschaftlich genutzt. Es gibt keine Waldflächen. Städtebaulich sind Bommersheim und Oberursel-Mitte längst zusammengewachsen. Bommersheim ist vor allem ein Wohnvorort, der noch immer landwirtschaftlich geprägt ist. Besonders der alte Ortskern im Osten hat eine hohe Dichte an Landwirten zu verzeichnen, die ihre Stallungen und Flächen für die Pferdehaltung privater Besitzer als Pferdepension zur Verfügung stellen.
In der Niederwiese am östlichen Ortsrand, einem Feuchtgebiet, das mit einem Netz von Vorflutern durchzogen ist, entspringt der Kalbach, der in Frankfurt in die Nidda mündet.

## Geschichte
Die älteste bekannte urkundliche Erwähnung von Bommersheim findet sich im Codex Laureshamensis, dem sogenannten Lorscher Codex. Für den 28. Oktober 792 wird vermerkt, dass ein Folcbertus mit seiner Ehefrau Gundrath dem Kloster Lorsch an der Bergstraße zwei Hufen Land und 10 Leibeigene in Botmarsheim (Bommersheim) schenkt.
- 28. Oktober 792: Erstmals unter dem Namen Botmarsheim erwähnt.
- Frühjahr 1382: Die Burg Bommersheim wird zerstört.

Wegen der unzureichenden Trinkwasserversorgung aus eigenen Brunnen gab es seit 1901 einen Wasserlieferungsvertrag mit der Stadt Oberursel und die Gemeinde Bommersheim führte jahrelang mit der Nachbarstadt Verhandlungen über eine Eingliederung. Diese führten schließlich am 1. Oktober 1929 zum Erfolg. Damit wurde Bommersheim der erste nach Oberursel eingegliederte Stadtteil. Anders als für die später zur Zeit der Gebietsreform in Hessen 1972 nach Oberursel eingegliederten Gemeinden wurde für Bommersheim kein Ortsbezirk gebildet. Stattdessen hat Oberursel einen Beirat für die Belange des Stadtteils Bommersheim geschaffen. Der Magistrat und die Fraktionen des Stadtparlaments entsenden jeweils Vertreter. Auch die Bommersheimer Vereine, die Landwirte und die Kirchengemeinden sind in diesem Beirat repräsentiert. Seit Mai 2021 gibt es auch einen Ortsbeirat für Bommersheim.

## Religionen
- 1740: Bildung einer eigenen katholischen Pfarrei, die jedoch vom Pfarrer aus Oberursel mit betreut wird.
- 1888: Auflösung der eigenen Pfarrei.
- 1959: Gründung der Bommersheimer evangelischen Gemeinde.
- 1964/65: Bau der evangelischen Kreuzkirche. Jedoch bleibt Oberursel überwiegend Katholisch

## Politik

### Bürgermeister
- 19. Juni 1899 – 10. März 1921: Josef Adam Wolf (1862–1921)
- 22. April 1921 – 30. September 1929: Peter Meister (1880–1938)

### Ortsvorsteher
- 5. Mai 2021 – 3. August 2021: Georg Braun (OBG) (1952–2021)
- seit 22. September 2021: Steffen Wolf (OBG)

In der Gemeinde gibt es erst seit 2021 einen Ortsbeirat. Vorher bestand ein Beirat für die Belange des Stadtteils Bommersheim.

## Infrastruktur
Die Burgwiesenhalle ist die Stadthalle des Stadtteils und befindet sich hinter der Burgwiesenschule, der Grundschule des Ortes. Beide Gebäude sind moderne Neubauten aus dunklem Klinker. Der angrenzende Altbau der Schule liegt in der „Langen Straße“, der historischen Hauptstraße. Das alte Schulgebäude wird durch das Pfarramt und die katholische St. Aureus und Justina Kirche eingerahmt. Hinter der Kirche befindet sich ein großer Kirchgarten, der bis 1934 als Friedhof genutzt wurde. Vor der Kirche steht der alte Bommersheimer Dorfbrunnen, der 1992 saniert wurde.

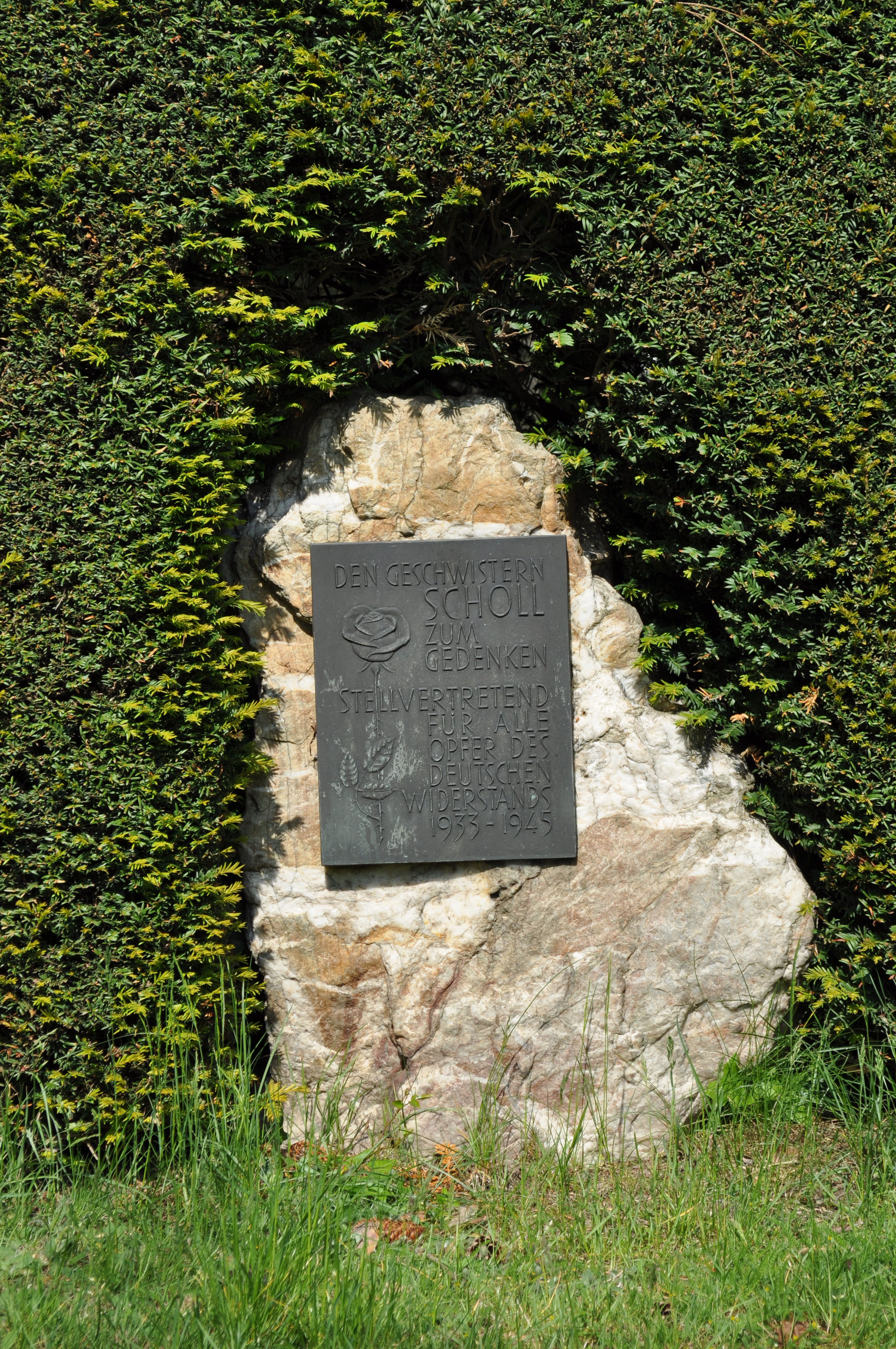
Geschwister-Scholl-Gedenkstein
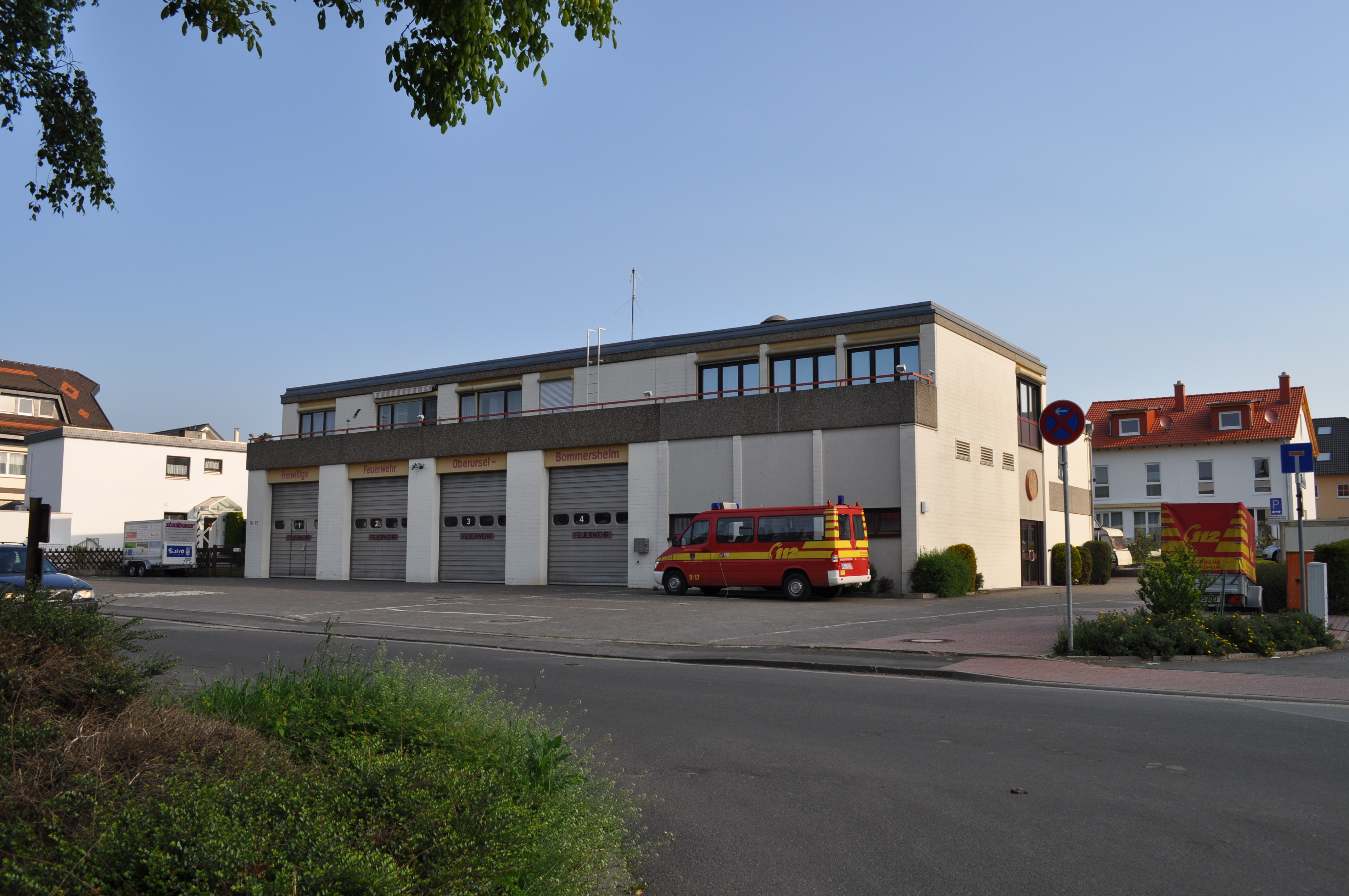
Feuerwehrhaus
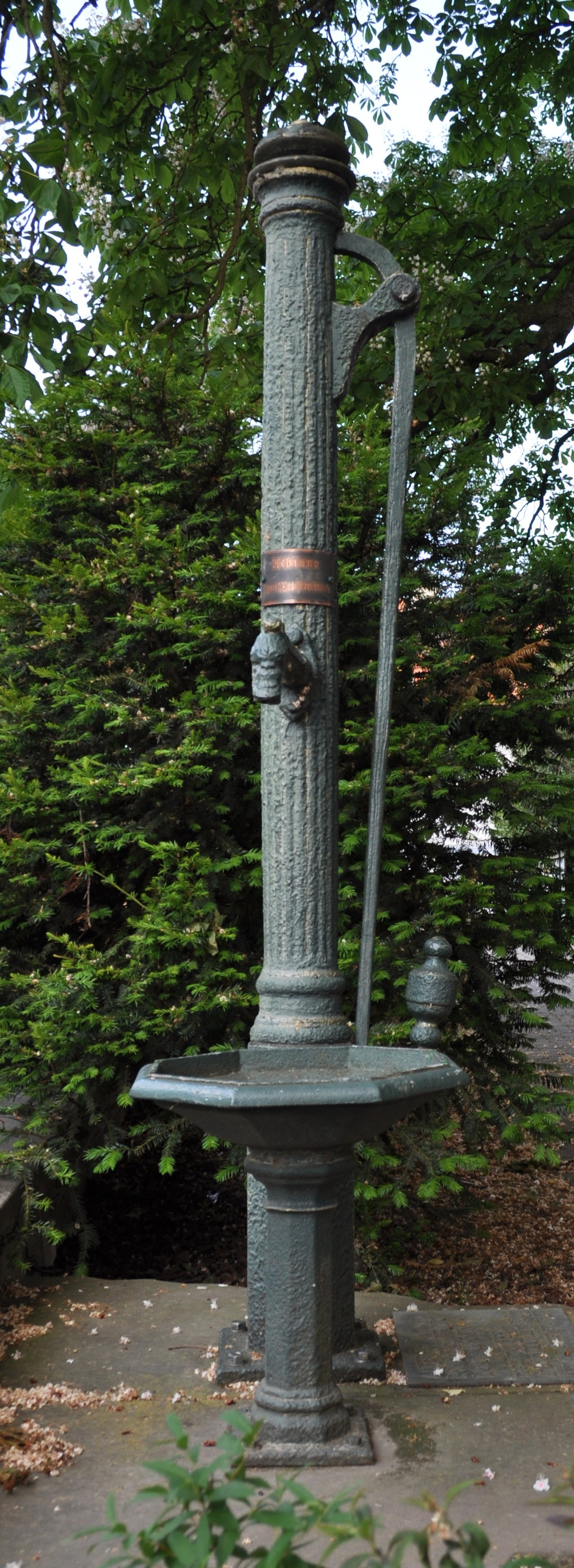
Dorfbrunnen
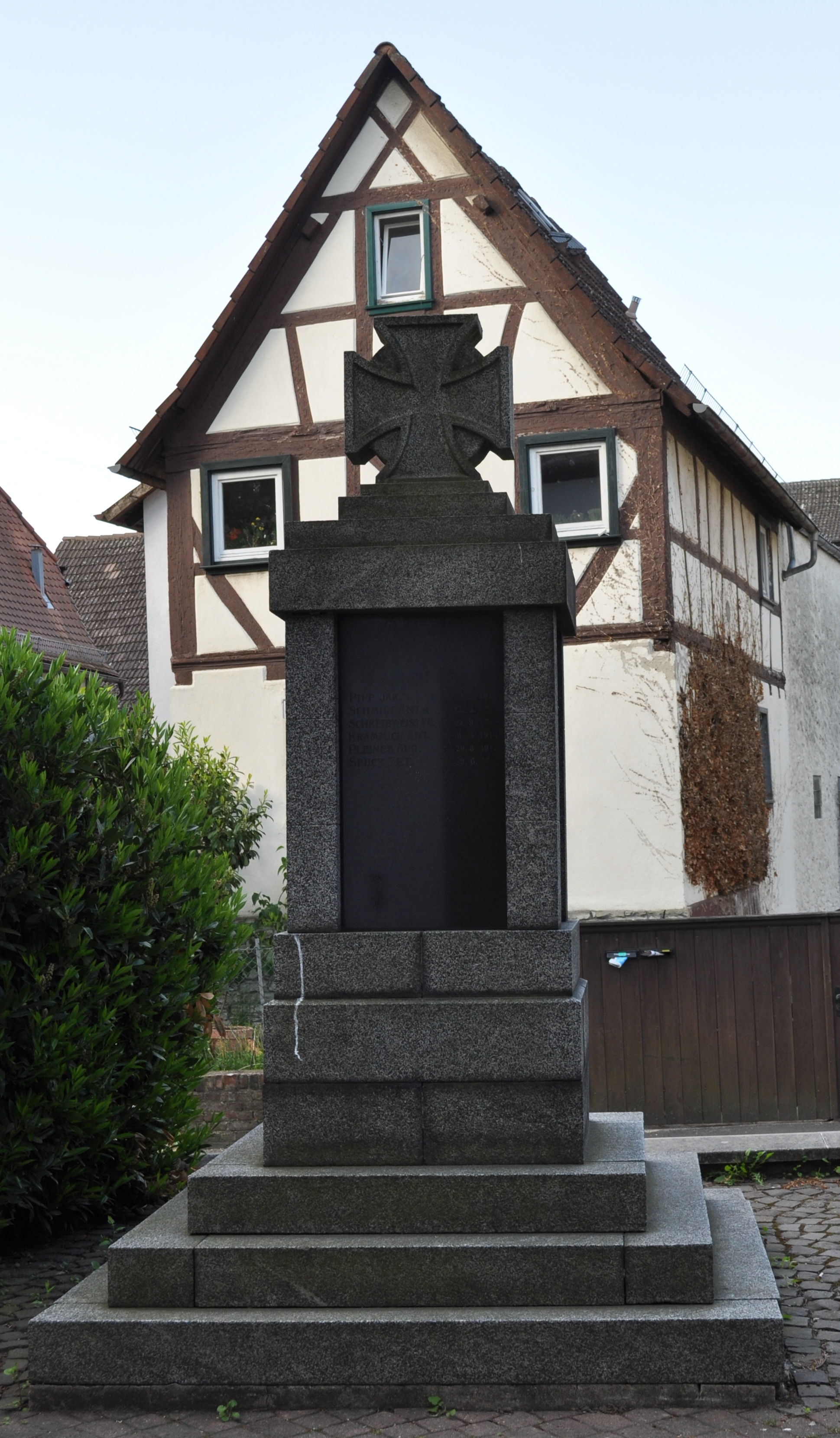
Kriegerdenkmal
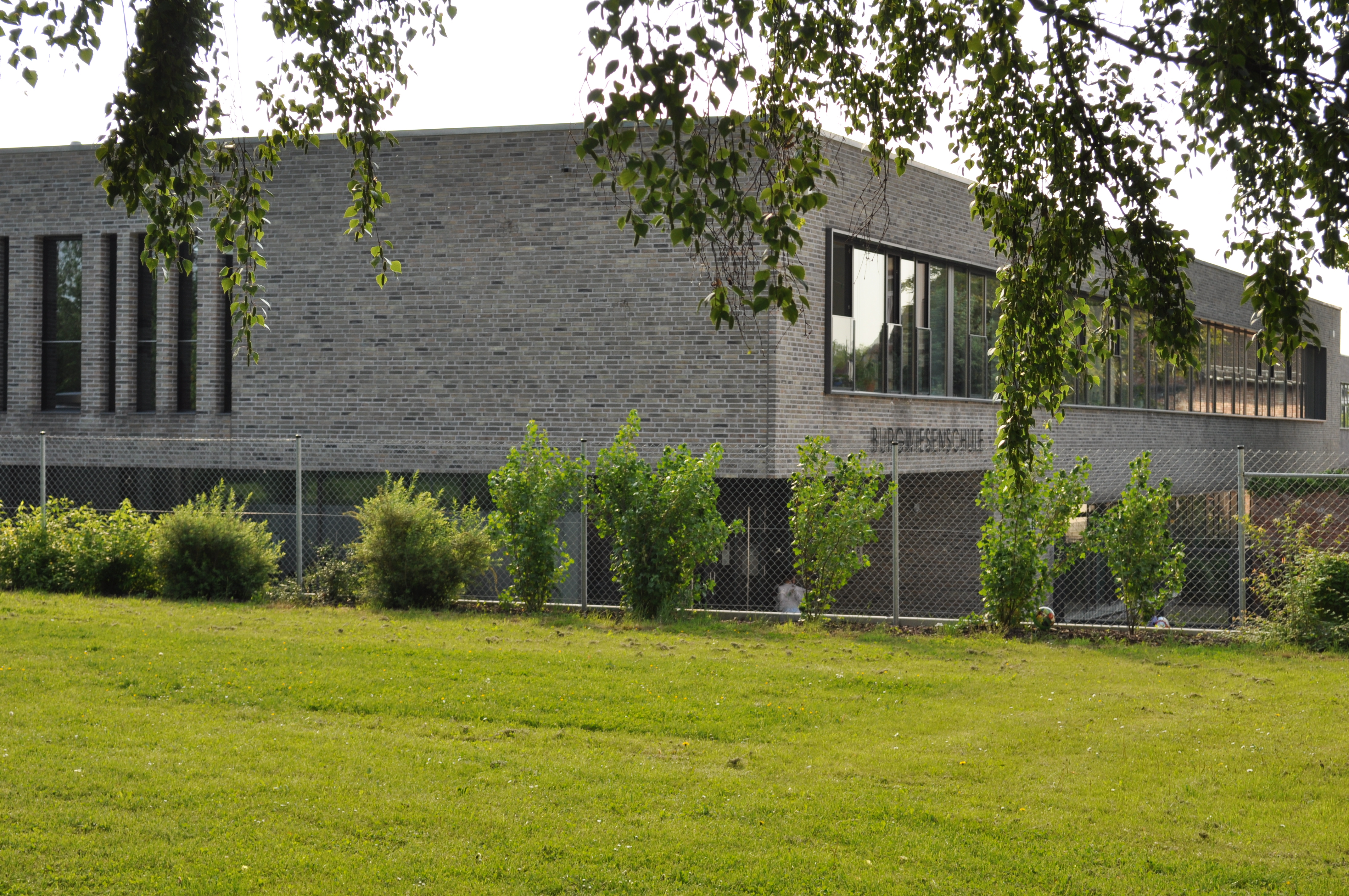
Burgwiesenschule, Neubau
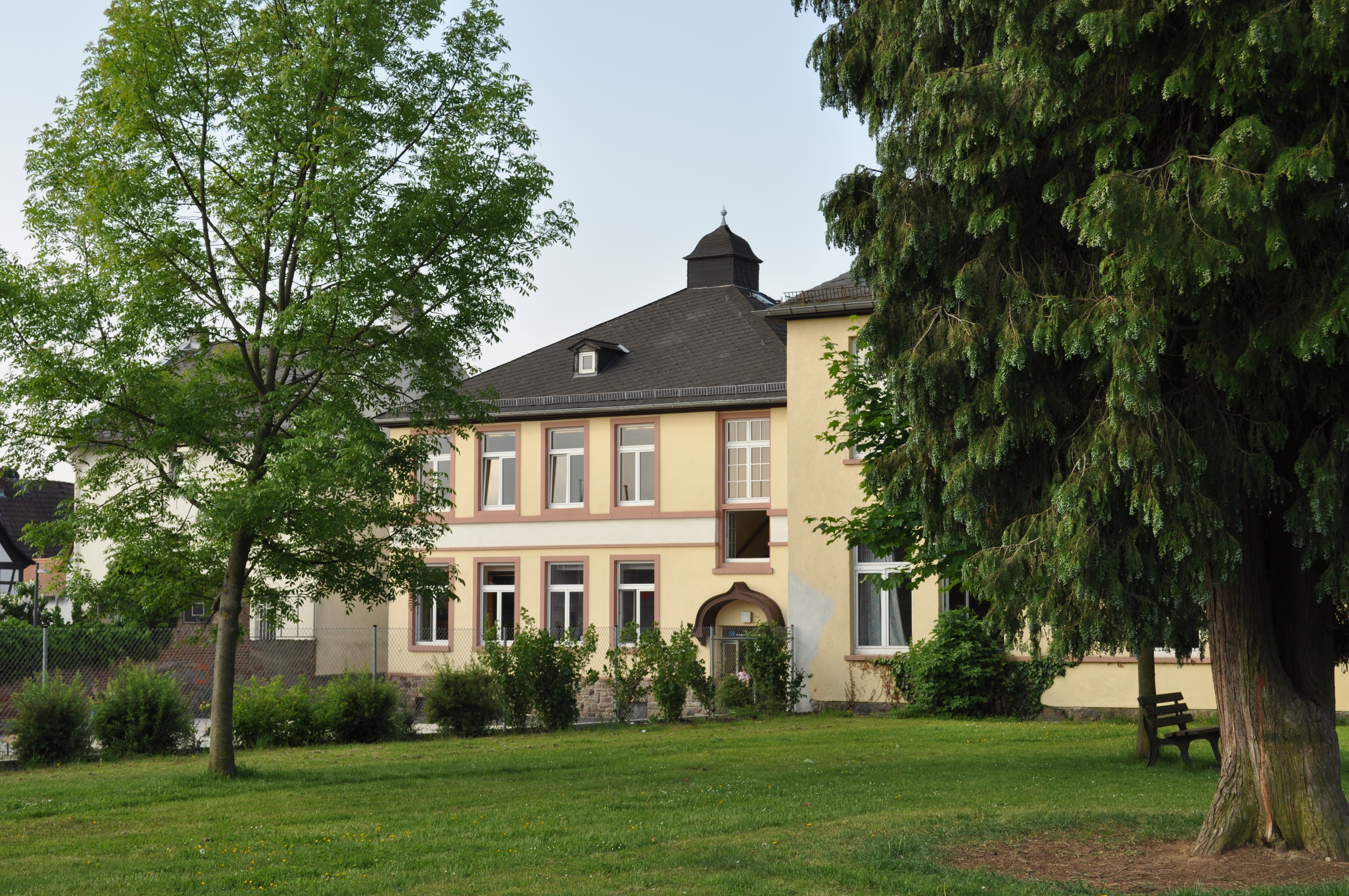
Burgwiesenschule, Altbau, Rückseite
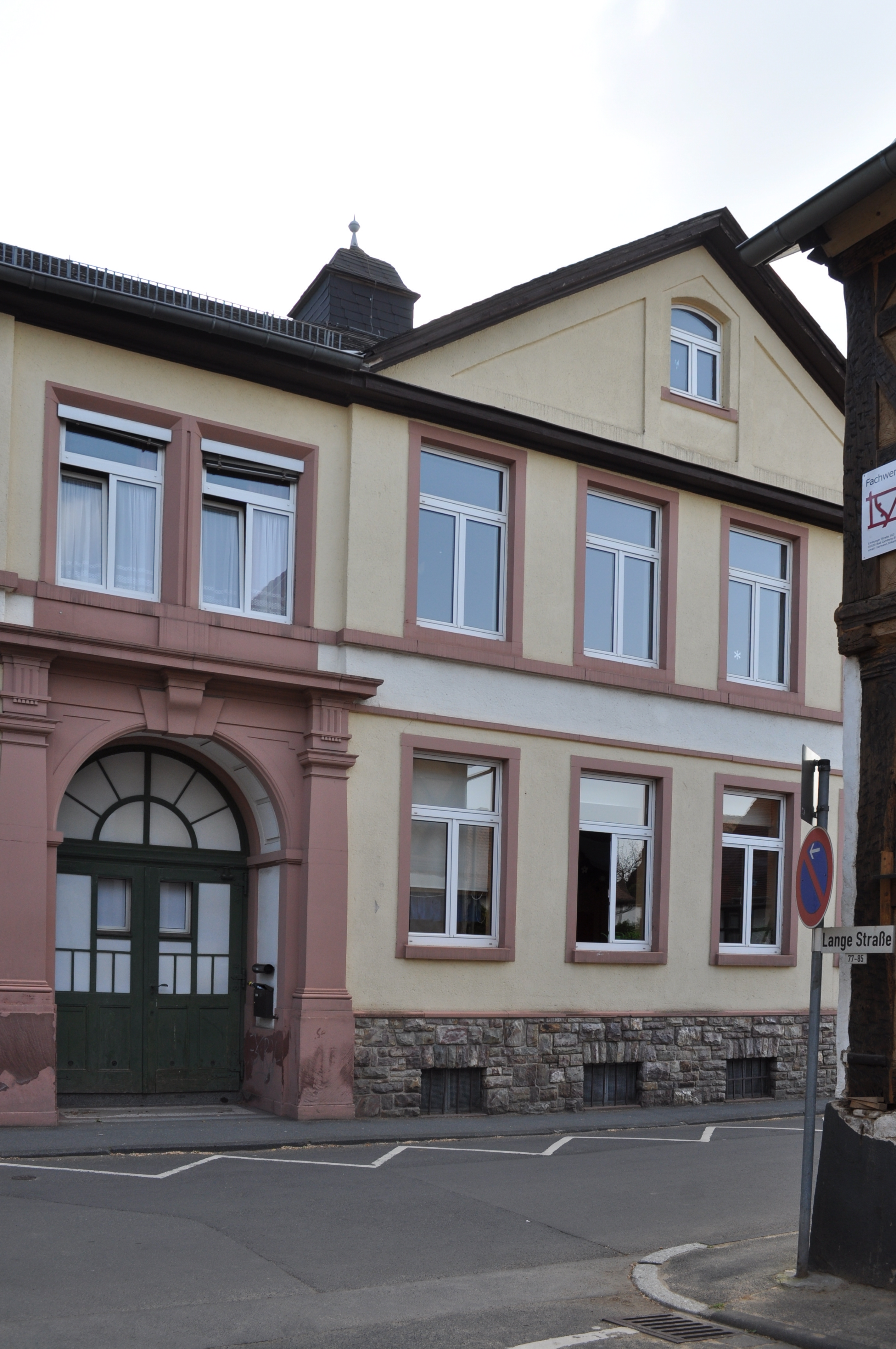
Burgwiesenschule, Altbau, Vorderseite

An der Grenze zu Oberursel befindet sich ein Teil des Alten Friedhofs Oberursel auf der Gemarkung von Bommersheim.

## Verkehr

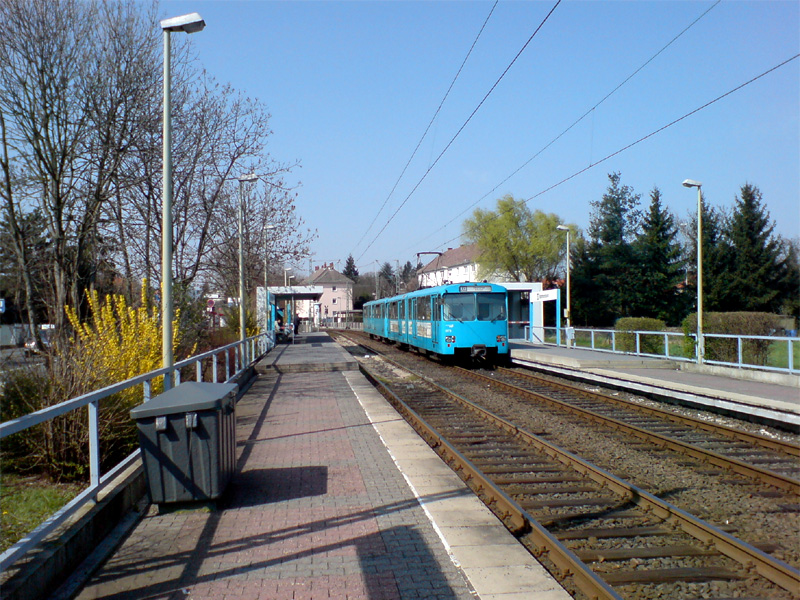
U-Bahnhof Bommersheim vor dem Umbau

An den öffentlichen Personennahverkehr ist Bommersheim vor allem durch die Bahnstrecke Frankfurt–Friedrichsdorf sowie die U-Bahn Frankfurt angeschlossen. Der Bahnhof Oberursel (Taunus) im Westen von Bommersheim wird durch die Linie S5 der S-Bahn Rhein-Main, die Regionalbahn-Linie RB 15 sowie die U3 bedient. Letztere fährt auf einer ehemaligen Strecke der Frankfurter Lokalbahn und hält darüber hinaus noch an der Haltestelle Bommersheim im Süden des Stadtteils.
| Linie | Verlauf | Takt                                       |
| ----- | --- | ------------------------------------------ |
| S3    | Südbahnhof – Schweizer Platz – Willy-Brandt-Platz – Hauptwache – Eschenheimer Tor – Grüneburgweg – Holzhausenstraße – Miquel-/Adickesallee – Dornbusch – Fritz-Tarnow-Straße – Hügelstraße – Lindenbaum – Weißer Stein – Heddernheim – Zeilweg – Wiesenau – Niederursel – Weißkirchen Ost – Bommersheim – Oberursel Bahnhof – Oberursel Stadtmitte – Oberursel Altstadt – Oberstedter Straße – Glöcknerwiese – Kupferhammer – Rosengärtchen – Waldlust – Oberursel-Hohemark | 15 min (werktags) 30 min (sonn-/feiertags) |

Neben der in unmittelbarer Nähe befindlichen Auffahrt zur A 661 ist die durch Bommersheim verlaufende Frankfurter Landstraße eine weitere Verbindung mit Frankfurt.

## Vereine
Der 1959 gegründete Reit- und Fahrverein St. Georg Oberursel-Bommersheim soll der mitgliederstärkste im Hessischen Reit- und Fahrverein sein und hat Bommersheim den Spitznamen „größtes Pferdedorf Hessens“ eingebracht. Schon 1960 organisierte der Verein das erste Turnier, bekannte Reitsportler wie Liselott Linsenhoff, Hans Günter Winkler, Hugo Simon und Josef Neckermann nahmen damals teil.

## Persönlichkeiten, die in Bommersheim wohnten oder wohnen
- Wilhelm Reiffenstein (1482–1538), Humanist, geboren in Bommersheim
- Ekkehard Gries (1936–2001), ehemaliger hessischer Staatsminister des Innern